# Levold von Northof
Levold von Northof (* 5. Februar 1279; † 3. Oktober 1359), auch Levoldus de Northof, war Domherr zu Lüttich und Geschichtsschreiber der Grafschaft Mark. Sein Familienname geht auf den Nordhof nahe Pelkum zurück.

## Leben und Werk
Levold von Northof stammte aus einem westfälischen Rittergeschlecht. Sein Vater war ein Dienstmann der Grafen von der Mark, die für die Erziehung und Ausbildung seines Sohnes viel taten. Nach eigenen Angaben studierte Levold ab 1294 in Erfurt, wurde jedoch schon im Folgejahr gegen seinen Willen durch einen Verwandten, Drost Rutger von Altena, zurückgerufen. Nach mehreren Reisen konnte er ab Mai 1308 sein Studium in Avignon fortsetzen. Nach dessen Vollendung eröffnete ihm Graf Adolf, der 1313 Bischof von Lüttich wurde, eine ehrenvolle Laufbahn. Er verschaffte ihm eine einträgliche Pfründe in Worms, die er nicht selbst zu versehen brauchte, dann ein Kanonikat in Lüttich und schließlich die Einkünfte der Abtei Visé an der Maas. Er begleitete den Grafen Engelbert II. von der Mark 1326 an den päpstlichen Hof nach Avignon, lebte aber meist, finanziell sorgenfrei, in Lüttich und starb 1359 im Alter von 80 Jahren.
Levold verfasste wohl in den 1350er Jahren die Chronica comitum de Marka, eine Chronik der Grafen von der Mark und Altena, die er dem Grafen Engelbert III., seinen Zögling, widmete. Das bis 1358 reichende Werk enthält auch viele Nachrichten über andere Landschaften Westfalens, über die Rheinlande, Niederlande, überhaupt über den Westen Deutschlands. Ab der Zeit König Rudolfs I. bringt Levold aus eigener Kenntnis wertvolle Nachrichten über die Grafen von der Mark und das Bistum Lüttich. Ferner schrieb er, wahrscheinlich zum Schulgebrauch für die jungen Grafen, nach älteren Werken einen weniger bedeutsamen Katalog der Erzbischöfe von Köln.